# My Heart Will Go On
«My Heart Will Go On» es una canción interpretada por la cantante canadiense Céline Dion y el tema principal de la película Titanic de James Cameron, lanzada en 1997. La canción fue compuesta por James Horner, con letras de Will Jennings, y producida por Horner, Walter Afanasieff y Simon Franglen. «My Heart Will Go On» fue lanzada como sencillo internacionalmente por Columbia y Epic el 20 de octubre de 1997 y fue incluida tanto en el quinto álbum en inglés de Dion, Let's Talk About Love (1997), como en la banda sonora de Titanic (1997).
Horner compuso la base de «My Heart Will Go On» como un motivo utilizado en la banda sonora de Titanic y sugirió desarrollarlo como una canción. Cameron consideró que una canción pop sería inapropiada para la película, pero aceptó después de escuchar la demo. La versión final fue arreglada por Afanasieff. El video musical fue dirigido por Bille Woodruff.
«My Heart Will Go On» es considerada la canción emblemática de Dion. Encabezó las listas de éxitos en más de 25 países y fue el sencillo más vendido de 1998. Con ventas mundiales estimadas en más de 18 millones, es el segundo sencillo más vendido por una mujer en la historia de la música y uno de los sencillos más vendidos de todos los tiempos. Fue incluida en la lista de «Canciones del Siglo» por la Asociación de la Industria de la Grabación de América y el Fondo Nacional para las Artes. Dion interpretó la canción para conmemorar el 20.º aniversario de la película en los Billboard Music Awards de 2017.

## Escritura y grabación
Antes del estreno de la película Titanic, los ejecutivos del estudio temían que fuera un fracaso comercial. Sony había pagado $800,000 por los derechos del álbum de la banda sonora y esperaban que incluyera una canción principal. Sin embargo, el director, James Cameron, consideraba que terminar Titanic con una canción pop sería inapropiado.
James Horner inicialmente compuso la música de «My Heart Will Go On» como un motivo instrumental para la banda sonora de la película. Deseando preparar una versión vocal para usar durante los créditos finales, reclutó al letrista Will Jennings, quien escribió la letra «desde el punto de vista de una persona de gran edad que mira hacia atrás muchos años».
La canción estaba originalmente destinada a la cantante noruega Sissel Kyrkjebø. Simon Franglen, quien trabajaba con Horner en texturas electrónicas y sintetizadores para la banda sonora, sugirió a Céline Dion, con quien había trabajado en muchos de sus éxitos. Dion inicialmente no quería grabarla, ya que ya había grabado las canciones de películas «Beauty and the Beast» y «Because You Loved Me». Sin embargo, su esposo y productor, René Angélil, la convenció para grabar un demo.
Horner esperó hasta que Cameron estuviera en un estado de ánimo apropiado antes de presentarle el demo. Después de escucharlo varias veces, Cameron lo aprobó, aunque preocupado de que pudiera ser criticado por «volverse comercial al final de la película». Cameron también quería apaciguar a los ansiosos ejecutivos del estudio y «vio que una canción exitosa de su película solo podría ser un factor positivo para garantizar su finalización».
El productor Walter Afanasieff no quedó impresionado con el demo, encontrándolo divagante y sombrío, pero acordó arreglar y producir la versión de estudio. Reemplazó todas las partes del demo de Horner y se molestó porque Horner recibió crédito como coproductor.
Según el ejecutivo musical Tommy Mottola, Dion grabó su voz en una sola toma, y ese demo es el que se lanzó en la película. Sin embargo, Dion regrabó la canción para el lanzamiento de su álbum después del estreno y éxito de la película. Esta fue una versión editada con algunos cambios en las notas al final de la canción.

## Composición
«My Heart Will Go On» está en la tonalidad de mi mayor. Los versos siguen la progresión de acordes de mi–si sus4–la add9–mi–si, mientras que los coros siguen do♯ menor–si–la–si. La canción modula a la bemol mayor. Contiene un énfasis en la instrumentación. El uso de la flauta irlandesa es prominente, respaldado por el uso melódico de cuerdas y guitarras rítmicas. La canción presenta tanto instrumentación acústica como electrónica. La interpretación vocal de Dion es descrita como «emocional» y «exigente» por Pandora Radio.
La versión «demo» de la balada de Horner-Franglen dura un poco más de cinco minutos y tiene un final extendido con vocalizaciones más largas y segmentadas de Dion. Franglen mezcló la versión final de la película y de la banda sonora, expandiendo el demo y añadiendo orquesta al coro final. Esta es la versión que aparece en el álbum de la banda sonora de Titanic y que también se reproduce durante los créditos finales de la película.
Cuando el sencillo iba a ser lanzado a la radio, fue producido aún más por Walter Afanasieff, quien añadió cuerdas y guitarra eléctrica, así como reorganizó partes de la canción. Esta versión, que dura un poco más de cuatro minutos y medio, aparece tanto en el maxisencillo de 4 pistas como en el álbum de Dion Let's Talk About Love. En el apogeo de la popularidad de la canción, algunas estaciones de radio en los EE. UU. y el Reino Unido reproducían una versión editada de la canción, que tenía momentos dramáticos de diálogo de Jack y Rose, los personajes principales de la película, insertados entre las líneas vocales de Dion.

### Sissel Kyrkjebø
La cantante noruega Sissel Kyrkjebø estaba programada para grabar la canción para la película en 1997, pero se prefirieron las voces de Dion debido a la decisión de Horner de apoyar la carrera de Dion. En una entrevista en diciembre de 2014, Horner dijo: «Cuando terminé Titanic, tuve que decidir entre Céline Dion o Sissel [para las voces]. Estoy muy cercano a Sissel, mientras que a Céline la conocía desde que tenía 18 años, y ya había escrito tres canciones de película para [ella]. Pero eso fue antes de que Céline fuera conocida y los cineastas y las personas de marketing no habían hecho lo que debían hacer por Céline y [sus] canciones. Así que sentí que le debía una oportunidad en Titanic, pero aún podría haber utilizado a Sissel allí». En su lugar, Kyrkjebø completó gran parte de la partitura para el álbum de la banda sonora, Titanic: Music from the Motion Picture. Dion aceptó cantar un demo para la película, a pesar de ser inicialmente reacia a grabar ya que ya había hecho tres canciones para películas anteriormente. Años después, Horner eligió a Kyrkjebø para interpretar «My Heart Will Go On» en los estrenos mundiales de Titanic 3D (2012) y Titanic Live (2015).

## Recepción de la crítica
El editor senior de AllMusic, Stephen Thomas Erlewine, escribió que la canción «brilla de manera más brillante» y la destacó como una de las mejores del álbum Let's Talk About Love. Otra crítica de AllMusic, la editora de sencillos Heather Phares, quien calificó el sencillo con 4 de 5 estrellas, escribió: «De hecho, sus interpretaciones en VH1 Divas, en los Premios de la Academia de 1998 (llevando el colgante 'Heart of the Ocean' de la película, nada menos), y en su álbum de 1997 Let's Talk About Love han consolidado 'My Heart Will Go On' como la quintaesencia del estilo romántico y envolvente de Dion». Larry Flick de Billboard la llamó una «balada majestuosa», señalando que la canción «seduce con letras románticas y una melodía melancólica que se complementa con un solo de flauta llorosa». Añadió: «No se puede negar que Dion puede alcanzar notas que rompen cristales—y lo hace aquí—pero es un placer escucharla construir lentamente y recordar a los oyentes su capacidad de empaquetar volúmenes de emoción en un susurro. Un excelente sencillo que añadirá un toque de clase muy necesario a cada estación que lo reciba».
Music Week la nombró 'Sencillo de la Semana' y le dio cinco de cinco estrellas, escribiendo que «Dion ofrece otra impresionante vocal en una producción de estilo irlandés». Alan Jones de la misma revista sintió que los toques celtas «ayudan a que la canción crezca desde comienzos tranquilos hasta convertirse en una poderosa y conmovedora balada, con la voz de Dion adaptándose a lo que se requiera, desde una suave respiración hasta todo el potencial». People Magazine afirmó que «el dramatismo es apropiado cuando canta 'My Heart Will Go On' como una sobreviviente que llora al amante que perdió cuando el gran barco se hundió». Yahoo! la describió como una «poderosa balada emocional que capturó perfectamente el anhelo romántico [de Titanic]». Vulture dijo que es una canción poderosa y tiene «uno de los cambios de tono más gloriosos en la historia de la música grabada», y que «su legado solo es eclipsado por» la canción «admitidamente muy superior» de Whitney Houston «I Will Always Love You». El Washington Post apreció cómo la canción no solo se añadió al final de la película de tres horas, sino que tiene un motivo lírico que ya estaba presente en los momentos clave de la historia de amor de la película para crear una narrativa musical.
La canción también ha recibido algunas críticas. En 2011, los lectores de Rolling Stone la clasificaron como la séptima peor canción de los años 1990, y la revista escribió: «La canción de Céline Dion y la película han envejecido muy mal... Ahora [la canción] probablemente solo te haga sentir vergüenza». The Atlantic atribuyó el declive en la popularidad de la canción a su sobreexposición y añadió que a lo largo de los años ha habido muchas bromas que parodian las letras de la canción afirmando que «My Heart Will Go On» continúa «y sigue y sigue». Vulture razonó que se ha vuelto moderno no gustar de la canción porque «encapsula casi todo lo que los cinéfilos antes entusiastas ahora detestan de Titanic: está desfasada, es cursi y demasiado dramática». Maxim la consideró «el segundo evento más trágico jamás resultado de ese legendario transatlántico».

## Premios
«My Heart Will Go On» acumuló múltiples premios de organismos de premiación en todo el mundo. Ganó el Premio de la Academia a la «Mejor Canción Original» en 1998. Dominó los Premios Grammy de 1999, ganando «Grabación del Año» — siendo la primera vez que lo ganaba un canadiense —, «Canción del Año», «Mejor Interpretación Vocal Pop Femenina» y «Mejor Canción Escrita Específicamente para una Película o Televisión». La canción también ganó el Globo de Oro a la «Mejor Canción Original» en 1998. También fue nominada a «Mejor Canción para una Película» en los MTV Movie Awards de 1998, pero perdió el premio ante «Men in Black» de Will Smith.
| Año  | Premio                                    | Categoría                                                                           | Resultado | Ref.   |
| ---- | ----------------------------------------- | ----------------------------------------------------------------------------------- | --------- | ------ |
| 1998 | Premios Óscar                             | Mejor canción original                                                              | Ganadora  | [ 33 ] |
| 1998 | Globo de Oro                              | Mejor canción original                                                              | Ganadora  | [ 35 ] |
| 1998 | Billboard Music Awards                    | Mejor canción original                                                              | Ganadora  | [ 36 ] |
| 1998 | Sociedad de Críticos de Cine de Las Vegas | Mejor canción                                                                       | Ganadora  | [ 37 ] |
| 1998 | MuchMusic Video Awards                    | Elección popular: Artista favorito                                                  | Ganadora  | [ 38 ] |
| 1998 | Premios Satellite                         | Mejor canción original                                                              | Ganadora  | [ 39 ] |
| 1998 | Japan Record Awards                       | Premio Especial a la Trayectoria                                                    | Ganadora  | [ 40 ] |
| 1999 | Premios Grammy                            | Disco del año                                                                       | Ganadora  | [ 41 ] |
| 1999 | Premios Grammy                            | Canción del año                                                                     | Ganadora  | [ 42 ] |
| 1999 | Premios Grammy                            | Mejor interpretación vocal pop femenina                                             | Ganadora  | [ 42 ] |
| 1999 | Premios Grammy                            | Mejor canción escrita específicamente para una película o un programa de televisión | Ganadora  | [ 42 ] |
| 1999 | Blockbuster Entertainment Awards          | Canción favorita de una película                                                    | Ganadora  | [ 43 ] |
| 1999 | Premios MTV Asia                          | Canción Internacional del Año                                                       | Ganadora  | [ 44 ] |
| 1999 | Japan Gold Disc Award                     | Canción del año                                                                     | Ganadora  | [ 45 ] |
| 2002 | Premios Billboard de la Música Latina     | Premio especial                                                                     | Ganadora  | [ 40 ] |

La canción ganó un Japanese Gold Disc Award por «Canción del Año», así como un Billboard Music Award por «Mejor Sencillo de Banda Sonora del Año». Además, también ganó en los MTV Asia Awards por «Canción Internacional del Año» en 1999.
Ha sido nombrada una de las «Canciones del Siglo». Es uno de los sencillos más vendidos en el Reino Unido, siendo el segundo sencillo lanzado por Dion en vender más de un millón de copias allí. Esto convirtió a Dion en una de las dos únicas artistas femeninas hasta la fecha en haber lanzado dos sencillos que vendieron un millón de copias en el Reino Unido. En diciembre de 2007, la canción se colocó en el número 21 en la lista de VH1 de las «100 Mejores Canciones de los 90s». En abril de 2010, la estación de radio del Reino Unido Magic 105.4 votó el sencillo como «la mejor canción de película de todos los tiempos» después de los votos de los oyentes. Se ubicó en el número 14 en la lista de AFI de las «100 Años...100 Canciones», celebrando las 100 mejores canciones en la historia del cine estadounidense.

## Impacto cultural
La canción se convirtió en «una parte integral del legado de la película», y cada vez que se escucha, recuerda el éxito de taquilla y la emoción que la rodeaba. USA Today coincidió en que la canción siempre estará vinculada a Titanic. The Washington Post dijo que es la combinación de música e imagen lo que hace que tanto la canción como la película sean más grandes que la suma de sus partes.
Los Angeles Times afirmó que: «My Heart Will Go On ayudó a hacer de 1998 un año increíble para las grandes baladas pop». The Atlantic declaró que su popularidad no provino de ser tocada en eventos como bailes de graduación, bodas y funerales, sino de estar indeleblemente posicionada en la cultura pop a través de numerosas reproducciones en estaciones de radio, altavoces y autos en movimiento. Anne T. Donahue de TrackRecord la llamó «La Mejor Balada de Película de Todos los Tiempos» y afirmó: «Cambiaron las reglas del juego para las baladas de películas en general, y el impacto se sintió de inmediato». MTV incluyó «My Heart Will Go On» como la sexta canción más grande de los años 1990.
En Nueva Zelanda, «My Heart Will Go On», junto con la interpretación de Dion de «The Power of Love», son favoritas de los «siren kings», una subcultura juvenil de Pasifika originaria del sur de Auckland que organiza competencias públicas de sistemas de megafonía de vehículos modificados. La canción es un elemento básico de las competiciones debido a la pureza y claridad de la voz de Dion, que se adapta al rango de audio de los sistemas de megafonía. La canción se reproduce a todo volumen a través de altavoces conectados a autos en las primeras horas de la mañana, en una competencia entre los «siren kings» para producir el sonido más fuerte.
A finales de la década de 2010, surgió una tendencia en la cultura pop en plataformas como YouTube en la que el icónico cambio de tono de la canción se editaba como banda sonora de un momento dramático de un partido deportivo, como un tiro ganador. Durante la pandemia de COVID-19, el pianista barcelonés Alberto Gestoso interpretó «My Heart Will Go On» para sus vecinos en cuarentena. En 2021, el DJ en el mitin de Trump del 6 de enero en Washington D. C. tocó «My Heart Will Go On» para la multitud.
La película Barb and Star Go to Vista Del Mar (2021) incluyó una remezcla de la canción. Bruno Mars abrió su primer espectáculo desde principios de 2020 en el MGM, continuando con su residencia en Las Vegas, e hizo una versión de la canción. Ariana Grande cantó la canción con James Corden en un segmento de The Late Late Show with James Corden.

## Video musical
El video musical acompañante de «My Heart Will Go On» fue dirigido por Bille Woodruff y muestra a Dion cantando en la proa del barco, mientras se intercalan escenas de la película. Fue filmado frente a una pantalla verde en Los Ángeles. Los artistas de efectos especiales del Titanic llenaron el fondo. Durante la filmación, Celine proporcionó un efecto especial, que requería que cantara una versión de alta velocidad de la canción principal. En enero de 2018, se lanzó en YouTube una versión del director del video musical que incluía metraje inédito de Celine, como caminando hacia la proa y una escena que la integraba directamente en la película.
El 23 de marzo de 2023, se lanzó un nuevo video musical para conmemorar el 25 aniversario de la interpretación de Dion de la canción en la 70.ª entrega de los Premios de la Academia. El video presenta imágenes alternativas nunca antes vistas de la filmación y se restauró desde sus elementos originales en 35 mm a resolución 4K.

## Actuaciones en directo
«My Heart Will Go On» fue interpretada por Dion en concierto durante su gira mundial Let's Talk About Love World Tour (1998–1999), su espectáculo en Las Vegas A New Day... (2003–2007), su gira mundial Taking Chances World Tour (2008–2009) y su segundo espectáculo en Las Vegas Celine (2011–2019). También fue interpretada durante su show «Une seule fois» en Sur les plaines d'Abraham en la ciudad de Quebec el 27 de julio de 2013, durante Tournée Européenne 2013, Summer Tour 2016, las giras Live 2017 y Live 2018, y más recientemente en Courage World Tour. Dion también interpretó la canción durante su concierto BST Hyde Park en Londres el 5 de julio de 2019. Uno de sus coristas tocó la parte de la flauta irlandesa de la canción.

### Aclamación
MTV calificó la actuación de Dion en la 70.ª entrega de los Premios de la Academia como «verdadera perfección», añadiendo: «suena impecable mientras interpreta sin esfuerzo la ganadora de la Mejor Canción Original».

## Rendimiento comercial
«My Heart Will Go On» es uno de los mayores éxitos de radio y uno de los sencillos más vendidos de la historia, habiendo vendido más de 18 millones de copias en todo el mundo. También fue el sencillo más vendido de 1998 a nivel mundial. Hasta marzo de 2023, ha alcanzado una audiencia acumulada de 5 mil millones en emisiones de radio y más de 728 millones de reproducciones oficiales en los Estados Unidos. Las reproducciones aumentaron tras la implosión del sumergible Titan, lo que renovó el interés en Titanic. TMZ sugirió que la canción se reprodujo 500 000 veces más, aunque esto es disputado por otras fuentes.

### Estados Unidos
En los Estados Unidos, «My Heart Will Go On» tuvo un número limitado de copias: 658 000. A pesar de esto, debutó en el número uno en el Billboard Hot 100, con ventas de 360 000 copias, donde permaneció durante dos semanas. Además, la canción pasó diez semanas en el número uno en el Billboard Hot 100 Airplay y estuvo en el número uno durante dos semanas en el Hot 100 Singles Sales. Como testimonio de su popularidad en la radio, rompió el récord de la mayor audiencia de radio hasta entonces, alcanzando los 117 millones de oyentes en febrero de 1998. Finalmente, el sencillo fue certificado oro en los Estados Unidos. Billboard informó que la copia digital ha vendido 1 133 000 unidades desde que estuvo disponible, lo que eleva las ventas totales a 1 791 000 copias vendidas en los EE. UU. Solo en 2011, Dion vendió 956 000 pistas digitales en los EE. UU., siendo este su mayor éxito digital (163 000 descargas). En un artículo publicado por Billboard en noviembre de 2019, tiene 588.2 millones de reproducciones bajo demanda en los EE. UU., lo que la convierte en su canción más reproducida en el país.
Además, alcanzó el número uno en varias otras listas de EE. UU., incluyendo Hot Adult Contemporary Tracks de Billboard, Top 40 Mainstream, Hot Latin Pop Airplay y Hot Latin Tracks. Para esta última, el sencillo se convirtió en la primera canción en inglés en alcanzar el número uno en la lista Hot Latin Tracks, por lo que Dion recibió un Billboard Latin Music Award por ese logro.

### Reino Unido
En el Reino Unido, la canción debutó en el número uno con ventas de 234 000 copias en la primera semana. Hasta febrero de 2022, la canción ya ha vendido más de 2 100 000 unidades, convirtiéndose en el segundo sencillo de Dion en vender un millón de copias en Reino Unido, después de «Think Twice» en 1995, y en el segundo sencillo más vendido en Reino Unido en 1998, solo por detrás de «Believe» de Cher. Esto la convirtió en la primera artista femenina solista en tener múltiples sencillos que vendieron un millón de copias en dicho territorio.

### Resto del mundo
En Alemania, «My Heart Will Go On» fue certificado 4× platino por vender más de dos millones de copias y se clasificó como uno de los sencillos más populares lanzados allí. Vendió más de 1 200 000 copias en Francia, siendo certificado Diamante. Además, la canción fue certificada 3× Platino en Bélgica, 2× Platino en Australia, Países Bajos, Noruega, Suecia y Suiza, Platino en Grecia y Oro en Austria. El sencillo se lanzó dos veces en Japón. La edición regular de enero de 1998 vendió 205 300 copias y fue certificada 2× Platino por 200 000 copias vendidas. La edición remix lanzada en junio de 1998 vendió 111 920 copias y fue certificada Oro por 100 000 copias vendidas, ya que los maxisencillos se tratan como un álbum.
A nivel internacional, la canción fue un éxito fenomenal, manteniéndose muchas semanas en la posición número uno en varios países, incluyendo 17 semanas en el Eurochart Hot 100 Singles, 15 semanas en Suiza, 13 semanas en Francia y Alemania, 11 semanas en Países Bajos y Suecia, 10 semanas en Valonia, Dinamarca, Italia y Noruega, siete semanas en Flandes, seis semanas en Irlanda y Canadá, cuatro semanas en Australia y Austria, dos semanas en España y el Reino Unido, y una semana en Finlandia.

## Créditos
- Céline Dion – voz
- Walter Afanasieff – arreglos, teclados, programador de batería, órgano Hammond B-3, bajo sintético, productor
- Skyler Jett, Leslie Ellis, Jeanie Tracy, Konesha Owens y Claytoven Richardson – coros
- William Ross – compositor
- Tony Hinnigan – flauta irlandesa
- Paul Peabody – violín irlandés
- Dan Shea – teclados, programador de batería y computadora, diseñador de sonido
- Dann Huff – guitarra
- David Gleeson, Humberto Gatica – ingeniería de grabación
- Chris Brooke, Ethan Schofer, Glen Marchese, Greg Thompson, Tony Gonzalez y Tyson Leeper – ingenieros asistentes
- Emile Charlap – contratista
- James Horner – música, productor
- Will Jennings – letras
- Simon Franglen – productor

## Gráficos
| Listas (1997–1998)                                         | Máxima posición |
| ---------------------------------------------------------- | --------------- |
| Australia (ARIA)                                           | 1               |
| Austria (Ö3 Austria Top 40)                                | 1               |
| Bélgica (Flandes) (Ultratop 50)                            | 1               |
| Bélgica (Valonia) (Ultratop 50)                            | 1               |
| Canadá (RPM Top Singles)                                   | 1               |
| Canadá Contemporary Hit Radio (BDS)                        | 1               |
| Canadá Singles (SoundScan) Sólo para importación           | 33              |
| Canadá Singles (SoundScan) Solo para importación (Remixes) | 14              |
| Costa Rica (Notimex)                                       | 1               |
| Dinamarca(Tracklisten)                                     | 1               |
| El Salvador (Notimex)                                      | 1               |
| Europe (European Hot 100 Singles)                          | 1               |
| Finlandia (OFC)                                            | 1               |
| Francia (SNEP)                                             | 1               |
| Alemania (Offizielle Deutsche Charts)                      | 1               |
| Greece (IFPI)                                              | 1               |
| Guatemala (Notimex)                                        | 1               |
| Honduras (Notimex)                                         | 1               |
| Hungría (Single Top 40)                                    | 1               |
| Hungría (Rádiós Top 40)                                    | 1               |
| Islandia (Íslenski Listinn Topp 40)                        | 1               |
| Irlanda (IRMA)                                             | 1               |
| Italia (FIMI)                                              | 1               |
| México (AMPROFON)                                          | 1               |
| Países Bajos (Dutch Top 40)                                | 1               |
| Países Bajos (Mega Single Top 100)                         | 1               |
| Nueva Zelanda (Recorded Music NZ)                          | 34              |
| Noruega (VG-lista)                                         | 1               |
| Perú (Notimex)                                             | 1               |
| Polonia (Music & Media)                                    | 4               |
| Puerto Rico (Notimex)                                      | 3               |
| Quebec (ADISQ)                                             | 1               |
| Escocia (Scottish Singles Sales Chart)                     | 1               |
| Spain (PROMUSICAE)                                         | 1               |
| Suecia (Sverigetopplistan)                                 | 1               |
| Suiza (Schweizer Hitparade)                                | 1               |
| Taiwán (IFPI)                                              | 1               |
| Reino Unido (UK Singles Chart)                             | 1               |
| Estados Unidos (Billboard Hot 100)                         | 1               |
| Estados Unidos (Adult Contemporary)                        | 1               |
| Estados Unidos (Adult Top 40)                              | 3               |
| Estados Unidos (Hot Latin Songs)                           | 1               |
| Estados Unidos (Mainstream Top 40)                         | 1               |
| Estados Unidos (Rhythmic)                                  | 3               |

| Listas (1998)                         | Posición |
| ------------------------------------- | -------- |
| Australia (ARIA)                      | 14       |
| Austria (Ö3 Austria Top 40)           | 2        |
| Belgium (Ultratop 50 Flanders)        | 1        |
| Belgium (Ultratop 50 Wallonia)        | 2        |
| Canada Top Singles (RPM)              | 3        |
| Canada Adult Contemporary (RPM)       | 1        |
| Europe (European Hot 100 Singles)     | 1        |
| France (SNEP)                         | 3        |
| Germany (Official German Charts)      | 1        |
| Iceland (Íslenski Listinn Topp 40)    | 2        |
| Netherlands (Dutch Top 40)            | 1        |
| Netherlands (Single Top 100)          | 1        |
| Norway Spring Period (VG-lista)       | 1        |
| Spain (PROMUSICAE)                    | 7        |
| Sweden (Sverigetopplistan)            | 1        |
| Switzerland (Schweizer Hitparade)     | 1        |
| UK Singles (Official Charts Company)  | 2        |
| US Billboard Hot 100                  | 13       |
| US Adult Contemporary (Billboard)     | 5        |
| US Adult Top 40 (Billboard)           | 26       |
| US Hot Latin Songs (Billboard)        | 12       |
| US Hot Soundtrack Singles (Billboard) | 1        |
| US Mainstream Top 40 (Billboard)      | 10       |
| US Rhythmic (Billboard)               | 18       |

| Listas (1990–1999)                      | Posición |
| --------------------------------------- | -------- |
| Austria (Ö3 Austria Top 40)             | 18       |
| Bélgica (Ultratop 50 Flanders)          | 21       |
| Canadá (Canadian Artists Digital Songs) | 3        |
| Reino Unido Singles (OCC)               | 11       |

| Listas                         | Posición |
| ------------------------------ | -------- |
| Bélgica (Ultratop 50 Flanders) | 95       |
| Canadá (Nielsen SoundScan)     | 8        |
| Irlanda (IRMA)                 | 13       |
| Reino Unido Singles (OCC)      | 32       |